# Июньское восстание 1941 года
Июньское восстание (лит. Birželio sukilimas) — события лета 1941 года в Литве, одновременно с нападением Германии на СССР сторонники независимости Литвы подняли вооружённое восстание против оккупационных органов советской власти и частей Красной армии.

## Предыстория
14 июня 1940 года СССР предъявил Литве ультиматум с требованием ввода частей Красной армии на территорию республики и смены правительств под угрозой немедленной оккупации. Литва приняла советский ультиматум. После ввода Красной армии и выборов в новый парламент (Народный Сейм), к которым были допущены только коммунисты и им сочувствующие, Литва была присоединена к СССР.
17 ноября 1940 года в Берлине на квартире посла Литвы Казиса Шкирпы был создан Литовский фронт активистов (ЛФА, Lietuvių aktyvistų frontas), члены которого связывали восстановление независимости Литвы с нападением Германии на Советский Союз. Для борьбы против советской оккупации осенью 1940 года на территории Литвы была организована Национальная трудовая охрана (ТДА, Tautinė Darbo Apsauga). ЛФА из Берлина поддерживал с ней связь и давал указания, как действовать после начала войны. Подразделения ТДА организовывались там, где намечались военные операции: в Каунасе, в Вильнюсе, в Тельшяе, в Шяуляе, в Паневежисе, в Мариямполе, в Вевисе и в Юрбаркасе-Расейняе. То, что во время восстания было сделано в Каунасе, были готовы выполнить и отделы в Вильнюсе, в Тельшяе, в Шяуляе. Подразделения ТДА были созданы в каждом уездном центре. Одновременно с территориальными отделениями, из которых позднее должны были быть образованы комендатуры, создавались и специальные подразделения с конкретными задачами для обеспечения успеха восстания.
8 июня 1941 года НКВД произвёл массовые аресты в Вильнюсе среди офицеров-литовцев 29-го Литовского территориального стрелкового корпуса. Всего были арестованы 236 человек, среди них почти всё руководство Вильнюсского штаба ЛФА, так называемая "группа Бульвичюса". Майор Витаутас Бульвичюс был главой Вильнюсского штаба ЛФА.
14 июня 1941 года была проведена массовая депортация «реакционной» части населения Литвы в Сибирь.
За неделю до войны, с 15 июня, все провинциальные отделения ЛФА были предупреждены быть наготове.
19 июня было срочно созвано совещание провинциальных командиров. Было договорено об условных радиосигналах, которые должны были передаваться из Каунаса, из Вильнюса и на волне 31 м.
20 июня представители уездов вернулись на свои места. В Каунасе расположение штаба было выбрано в районе Жалякальнис, в помещении приюта для престарелых.
21 июня Каунасская радиостанция начала передавать первые предупреждающие сигналы. Начало восстания совпало с нападением Германии на СССР - 22 июня 1941 года.

## Ход событий
22 июня в 10 часов утра штаб ЛФА в Каунасе вместе с руководителями Национальной трудовой охраны приняли решение о начале восстания. В Каунасе литовских военных частей не было, отряды повстанцев состояли из полицейских, студентов, рабочих и прочих гражданских. Повстанцы установили радиостанцию в районе Аляксотас. Эта радиостанция в 5 ч вечера начала трансляцию гимна Литвы, пока около 21 ч советские войска не взорвали мост в Аляксотас, по которому проходил электрокабель питания. В 21 ч повстанцы захватили радиофон в Старом городе (студия городской трансляции по проводам), но при этом повредили аппаратуру, которую к утру всё-таки удалось отремонтировать. В районе Вилиямполе особый отряд подавал сигналы пролетавшим немецким самолётам, ожидая сброса оружия, чего так никогда и не произошло. К ночи в руках повстанцев уже были здания полиции, Центральной почты, телеграфа и телефона, городская радиостанция. Без боя был занят президентский дворец, в которой тогда была резиденция Юстаса Палецкиса, Председателя Президиума Верховного Совета Литовской ССР, но самого его захватить не успели. Перед отключением телефонной связи с советскими частями, им по-русски сообщили, что Каунас захвачен немецким десантом. 

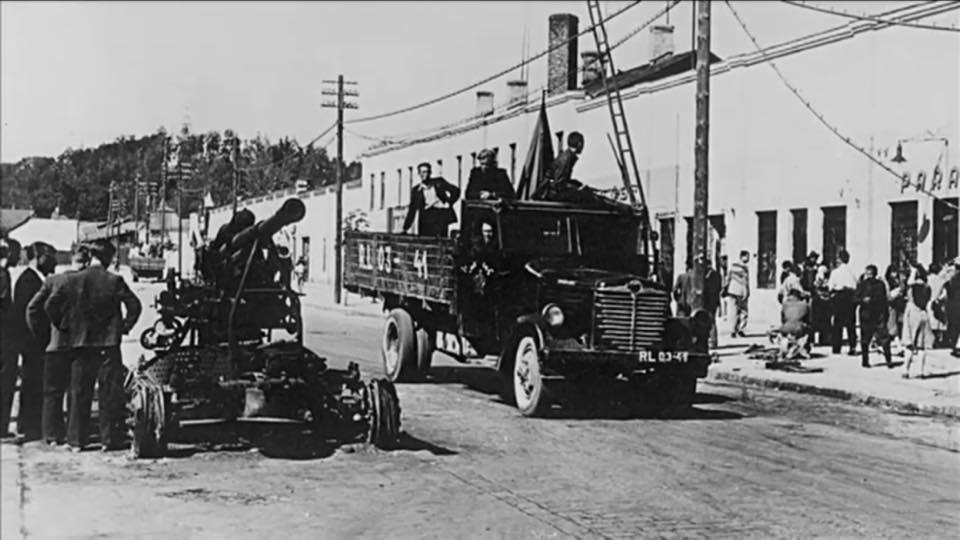
Повстанцы в Каунасе

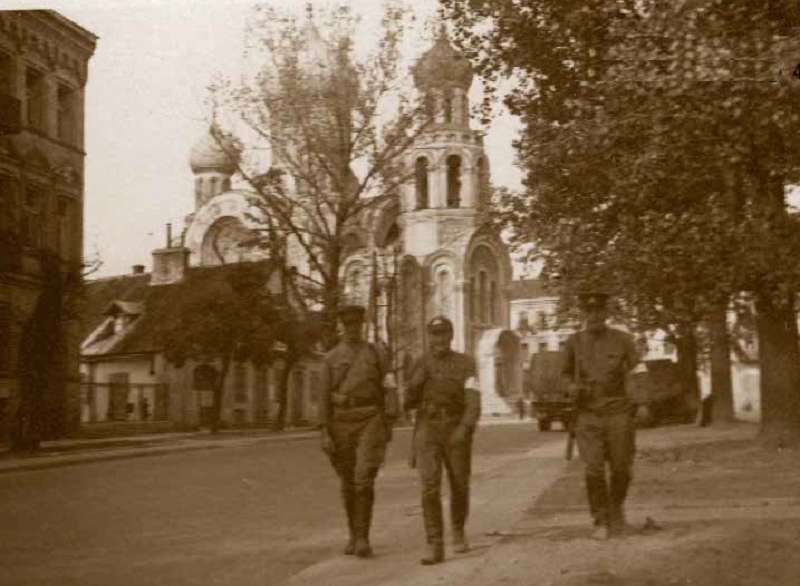
Повстанцы ЛФА патрулируют в Вильнюсе у Романовской церкви

Утром 23 июня, в 9 ч 28 мин, представитель ЛФА, руководитель восстания Ляонас Прапуолянис по Каунасскому радиофону и по радио объявил декларацию о восстановлении независимости Литвы и о создании временного правительства, при этом заявил, что «Немецкий народ со своей славной армией спас европейскую культуру и цивилизацию», призвал литовцев брать оружие, чтоб «помочь немецкой армии в освобождении края» и «радостно встречать немецких солдат, оказывая им помощь». Он закончил выступление словами: «Да здравствуют дружеские связи с великой Германией и её фюрером Адольфом Гитлером! Да здравствует свободная и независимая Литва!». После этого прозвучал гимн Литвы.
Накануне войны чекистам удалось практически полностью ликвидировать штаб ЛФА в Вильнюсе, поэтому с началом восстания там не было организованных боёв с Красной Армией. Зато в Каунасе происходили ожесточённые боестолкновения в борьбе за мосты, в районе аэродрома и при попытке советских войск навести понтонную переправу через Неман в районе Шанчяй. Никакой помощи от Вермахта или Абвера не было. В 10-11 ч 23 июня повстанцам удалось взломать советский склад вооружения в Жалякальнисе, оттуда оружие массово перевозилось в штабы восставших. Разоружались красноармейцы, большинство без единого выстрела. Первый офицер Вермахта прибыл в Каунас 24 июня, к тому времени город был под полным контролем бойцов ЛФА. Первые части Вермахта вошли в город 25 июня. Потери повстанцев в Вильнюсе составили 24 бойца, в Каунасе — 161.

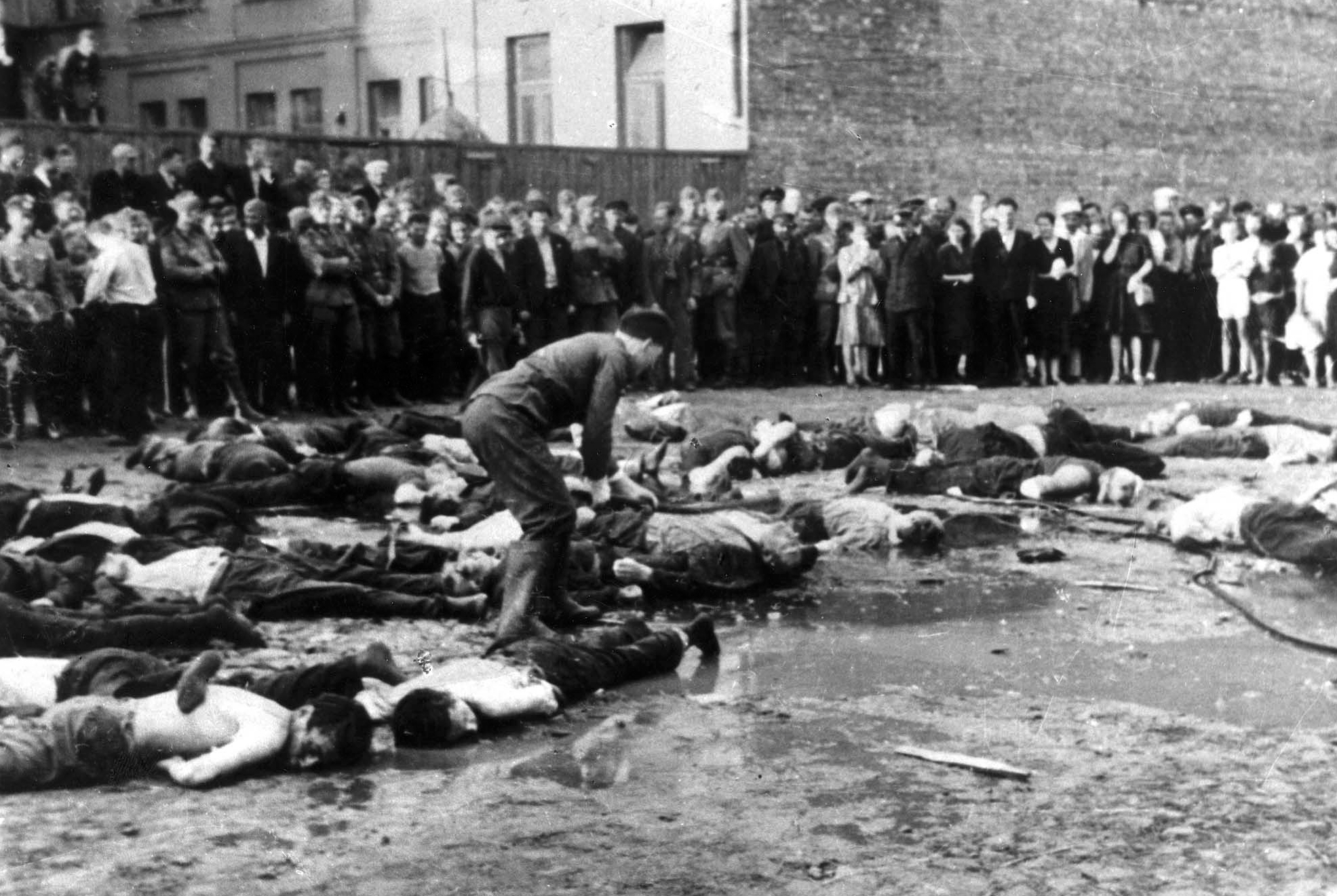
Еврейский погром в Каунасе

Большинство партизанских отрядов в районах Литвы сформировались стихийно, всего их было около 400. Во многих отрядах бойцы ничего не слышали про ЛФА, зато услышали гимн Литвы по радио и с энтузиазмом поднялись на борьбу с советской властью и отступавшими частями Красной Армии. Повстанцы общей численностью около 16000-20000 бойцов брали под контроль стратегически важные объекты и целые города, нападали на отступающие подразделения Красной армии, убивали известных коммунистов и советских служащих, не успевших эвакуироваться. В ходе восстания члены ЛФА и сочувствующие им убивали не только советских активистов, но и заподозренных в сочувствии к советской власти, сводили личные счёты и грабили. Тогда же начались еврейские погромы. Один из самых известных — Каунасский погром 25-29 июня 1941 года. Литовские националисты сыграли существенную роль в геноциде евреев Литвы.

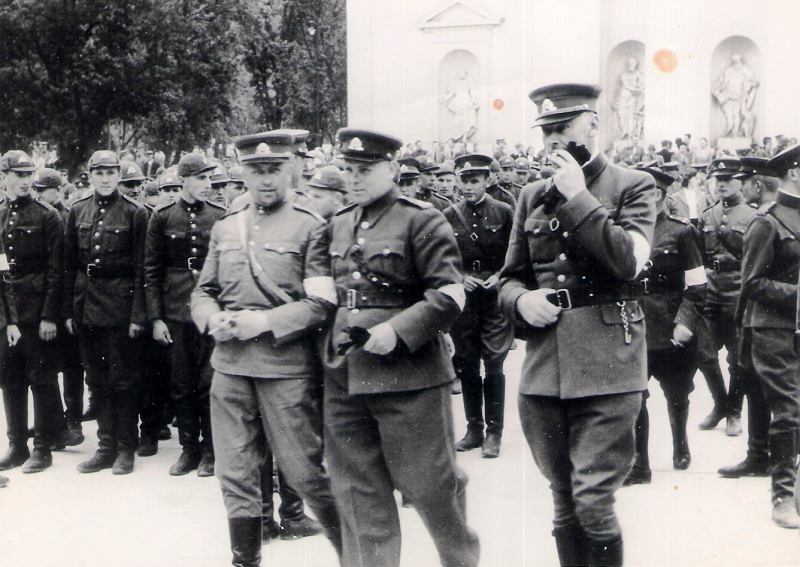
Повстанцы ЛФА и дезертиры из 29-о территориального литовского стрелкового корпуса в Вильнюсе

В 29-м Литовском территориальном стрелковом корпусе РККА, части которого были дислоцированы подальше от границы с Германией: в Вильнюсе и его окрестностях, в Купишкисе, в Укмерге, в Обяляй, в Швенчёнеляй и в Рокишкисе — начались убийства командиров (не литовцев) и политруков, массовое дезертирство: около 5000 солдат покинули расположение частей и уже 24 июня начали собираться в Вильнюсе. Советское командование пыталось восстановить в частях корпуса дисциплину с помощью нелитовских подразделений, при этом погибло около 120 литовцев.
Члены Литовского фронта активистов 23 июня сформировали в Каунасе временное правительство во главе с Юозасом Амбразявичусом. В Вильнюсе был сформирован самостоятельный Гражданский комитет Вильнюсского уезда и города (лит. Vilniaus miesto ir srities piliečių komitetas) во главе с профессором права Вильнюсского университета Стасисом Жакявичюсом (лит. Stasys Žakevičius).
Многие литовцы приветствовали немцев как освободителей от советской власти, рассчитывая на восстановление независимости. Однако Германия вовсе не планировалa предоставлять Литве не только независимость, но и автономию. После занятия вермахтом всей территории Литвы были сформированы оккупационные органы власти Литвы в рамках рейхскомиссариата Остланд. Временное правительство было распущено 5 августа 1941 года, а все изданные им нормативные акты отменены.
15 августа 1941 года генеральный комиссар Литвы Адриан фон Рентельн издал приказ о расформировании подразделений ЛФА. После этого часть бывших повстанцев присоединилась к вспомогательной полиции, в то время как другие просто демобилизовались.

## Исторические оценки

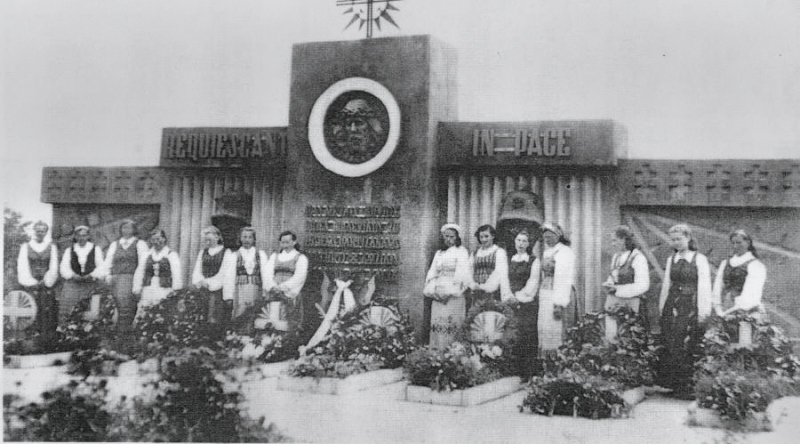
Открытие памятника повстанцам ЛФА в Обяляй в 1942 г. Снесён в 1976 г. В 2014 г. восстановлен

В СССР июньское восстание рассматривалось как деятельность «пятой колонны» немецких нацистов. После восстановления независимости Литвы роль антисоветского сопротивления стала дискуссионной.
На начальном этапе исследований часть литовских историков рассматривала деятельность антисоветского сопротивления и Временного правительства только в контексте освобождения Литвы от коммунистического господства. Описывая этот подход, Гекторас Виткус писал, что июньское восстание и деятельность Временного правительства «для литовцев важнее, чем Холокост». Впоследствии указанные темы начали рассматриваться с учётом влияния нацистской Германии и присущего многим деятелям ЛАФ и Временного правительства радикального национализма и антисемитизма. Тем не менее, у историков остаются значительные разногласия о существенности фактора антисемитизма среди руководства литовского сопротивления и степени его влияния на население, а также соотношение антикоммунистического и расового факторов в антисемитском насилии.

## Память
В Каунасе и в Вильнюсе в честь Июньского восстания названы улицы Биржялё 23  (Birželio 23-sios gatvė).
К 70-летию восстания, в 2011 г., в Литве был снят историко-документальный фильм "Восстание порабощённых" (Pavergtųjų sukilimas), который есть в свободном доступе на сайте YouTube.